# Мис Барикова

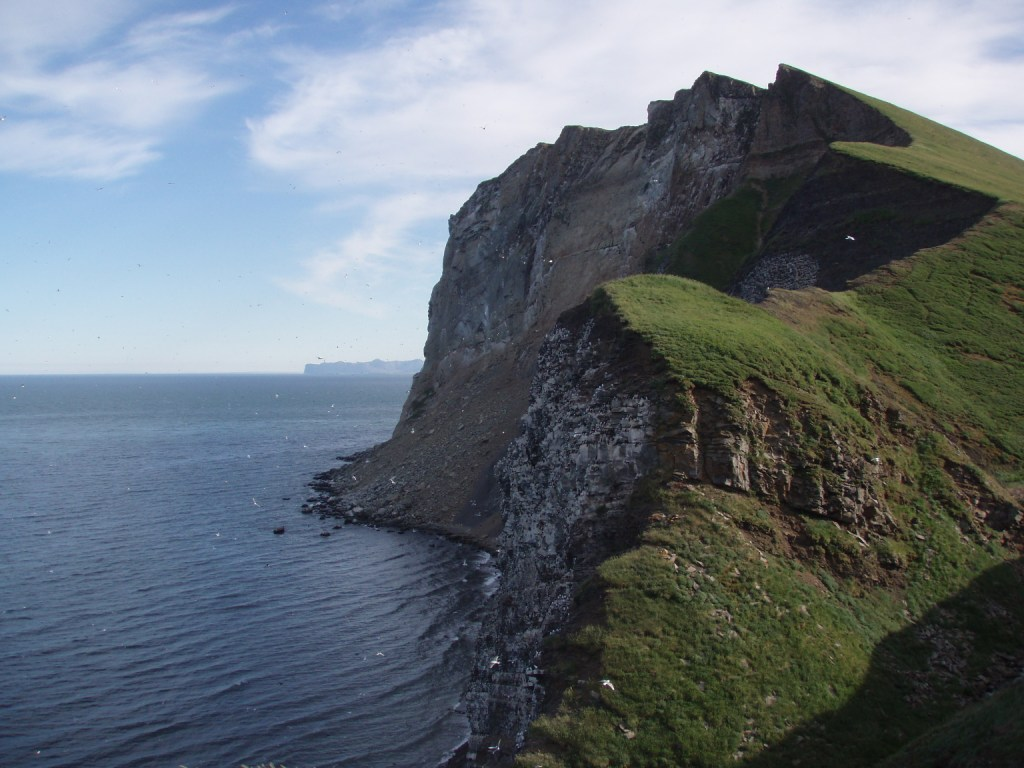
Вид з півдня

63°03′00″ пн. ш. 179°27′00″ зх. д. / 63.05000° пн. ш. 179.45000° зх. д.
Мис Барикова — мис на півдні  Чукотки, омивається  Анадирською затокою Берингового моря. Є північним вхідним мисом у  бухту Вугільну.
Названий на честь мічмана  Федора Євгеновича Барикова — члена екіпажу  кліпера «Крейсер», який обстежив мис в 1886 році.
 Чукотська назва Илвилю — «дикий олень».
Являє собою гірське підняття, скелями обривається до моря. У п'яти км на південний захід від мису знаходиться  порт Беринговський. На прямовисних скелях мису знаходяться колонії морських птахів —  мартина трипалого, кайра, іпатка, берингова баклана, белобрюшки, великої чайки